# Sösdala
Sösdala is een plaats in de gemeente Hässleholm in Skåne de zuidelijkste provincie van Zweden. De plaats heeft 1337 inwoners (2005) en een oppervlakte van 192 hectare. In de plaats ligt het uit de 19de eeuw afkomstig slot: Vannaröds slott.

## Verkeer en vervoer
Bij de plaats loopt de Riksväg 23.
De plaats heeft ook een station aan de spoorlijn Katrineholm - Malmö.

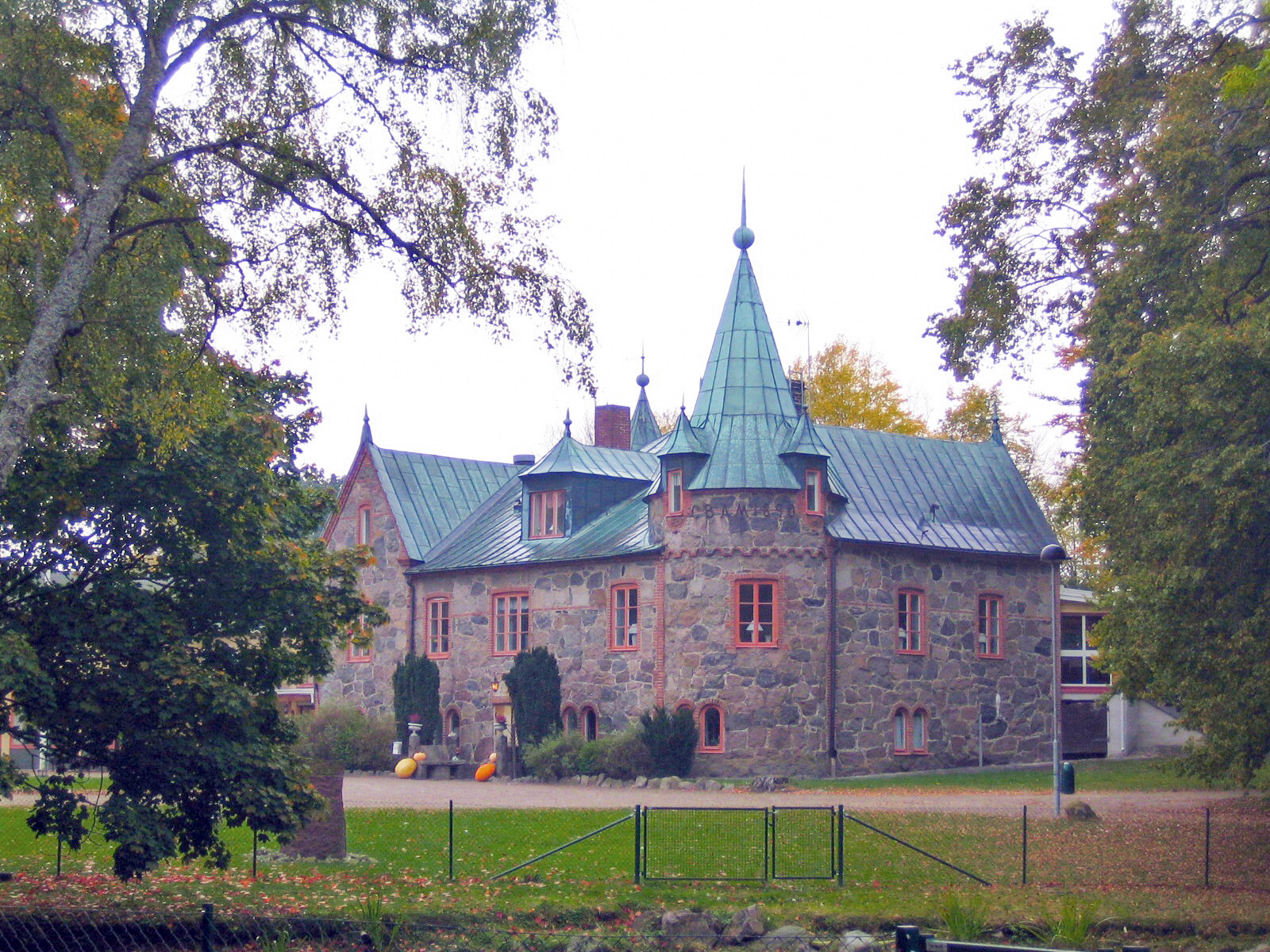
Slot Vannaröds